# Campionato mondiale giovanile di scherma 1964
Il Campionato mondiale juniores di scherma del 1964 ("1964 World Juniors Fencing Championships") è stato organizzato dalla Federazione internazionale della scherma e si è svolto a Budapest in Ungheria dal 27 al 30 marzo.
Nel fioretto, si sono aggiudicati i titoli del campionato mondiale l'austriaco Roland Losert, che ha battuto in finale il sovietico Pavel Simonov, e la francese Brigitte Dumont che ha avuto la meglio sulla rumena Ileana Gyulai-Drimba-Jenei.
Nella spada il francese Jacques Brodin ha battuto in finale l'austriaco Martin Becher, ottenendo il titolo mondiale juniores maschile.
Nella sciabola il magiaro Zsolt Nagy prevale sul sovietico Vladimir Nazlymov.

## Podi

### Uomini
| Specialità  | Oro            | Argento           | Bronzo            |
| Individuali |                |                   |                   |
| Fioretto    | Roland Losert  | Pavel Simonov     | Christian Noël    |
| Spada       | Jacques Brodin | Martin Becher     | Lars-Erik Larsson |
| Sciabola    | Zsolt Nagy     | Vladimir Nazlymov | Jozef Jan Nowara  |

### Donne
| Specialità  | Oro             | Argento                    | Bronzo       |
| Individuali |                 |                            |              |
| Fioretto    | Brigitte Dumont | Ileana Gyulai-Drimba-Jenei | Kerstin Palm |

## Medagliere
| Pos.   | Nazione          | Oro | Argento | Bronzo | Totale |
| ------ | ---------------- | --- | ------- | ------ | ------ |
| 1      | Francia          | 2   | 0       | 1      | 3      |
| 2      | Austria          | 1   | 1       | 0      | 2      |
| 3      | Ungheria         | 1   | 0       | 0      | 1      |
| 4      | Unione Sovietica | 0   | 2       | 0      | 2      |
| 5      | Romania          | 0   | 1       | 0      | 1      |
| 6      | Svezia           | 0   | 0       | 2      | 2      |
| 7      | Polonia          | 0   | 0       | 1      | 1      |
| Totale | Totale           | 4   | 4       | 4      | 12     |